# Pilé-menu
Die Pilé-menu ist ein bretonischer Reihen- oder Kreistanz im 2/4 Takt aus der Region von Vannes. Die Pilé-menu ist verwandt mit An Dro und Tour, unterscheidet sich aber in der Armbewegung.
Der Tanz soll zum Fest-Stampfen von Lehmböden in Häusern oder des Dreschplatzes verwendet worden.

## Ausgangsposition
Die Tänzer sind paarweise in einer Reihe aufgestellt, vergleichbar zum Durchfassen anderer bretonischer Tänze. die Männer halten ihre Hände zusammen vor dem Gürtel, so dass die Ellenbogen zur Seite abstehen und Korbgriffe bilden. Die Frauen legen ihre Hände in diese Korbgriffe.

## Grundschritt

Grundschritt Pilé Menu

Der Grundschritt besteht aus zwei Gehschritten:
- Gehschritt mit links nach links vorne; rechter Fuß wird abgesetzt
- Schritt mit rechts einen halben Fuß nach hinten; linker Fuß wird abgesetzt

Mit zwei Schritten auf 4 Schlägen, so dass auf Schlag 2 und 4 ein Federn des Körpers ohne Gewichtswechsel durchgeführt wird. Die Schritte werden mit der ganzen Sohle durchgeführt.
Alternativ können auch zwei Branle double verwendet werden.

## Armbewegungen
Die Hände bleiben in der Grundhaltung.